# Johan Johansson i Kälkebo
Johan Johansson (i riksdagen kallad Johansson i Kälkebo), född 14 september 1868 i Forsa socken, död 22 juni 1928 vid en tågolycka i Lenninge utanför Bollnäs, var en svensk lantbrukare och politiker.
Johansson genomgick Bollnäs folkhögskola och började tidigt delta i nykterhetsrörelsen och det kommunala livet.
Johansson var riksdagsledamot första gången 1907–1908 i andra kammaren för Enångers och Forsa tingslags valkrets, och tillhörde då Liberala samlingspartiet. Han övergick därefter till Bondeförbundet och var riksdagsledamot för detta parti 1919–1921 i första kammaren för Gävleborgs läns valkrets och därefter 1922–1928 i andra kammaren för samma valkrets. Han blev under 1920-talet en framstående representant för sitt parti och var dess ordförande från 1924 fram till sin död. Han var ordförande för Bondeförbundets förstakammargrupp från urtima riksdagen 1919 till och med riksdagen 1921. Från 1922 var Johansson ordförande i partiets riksdagsgrupp.
Johansson var som riksdagsman bland annat ledamot av konstitutionsutskottet 1920–21 och 1928, andra lagutskottet 1925–26 och av särskilda utskottet 1924 och 1925 samt av kommunalskattelagsutskotten 1927 och 1928.
Johansson gifte sig den 20 maj 1897 med Brita Eriksdotter (1871–1940) med vilken han hade barnen, Erik Johan (1897–1978), Katarina (1898–1969) och Marta (1909–1987).